# Diocesi di Springfield-Cape Girardeau
La diocesi di Springfield-Cape Girardeau (in latino: Dioecesis Campifontis-Capitis Girardeauensis) è una sede della Chiesa cattolica negli Stati Uniti d'America suffraganea  dell'arcidiocesi di Saint Louis. Nel 2022 contava 65.632 battezzati su 1.381.148 abitanti. È retta dal vescovo Edward Matthew Rice.

## Territorio

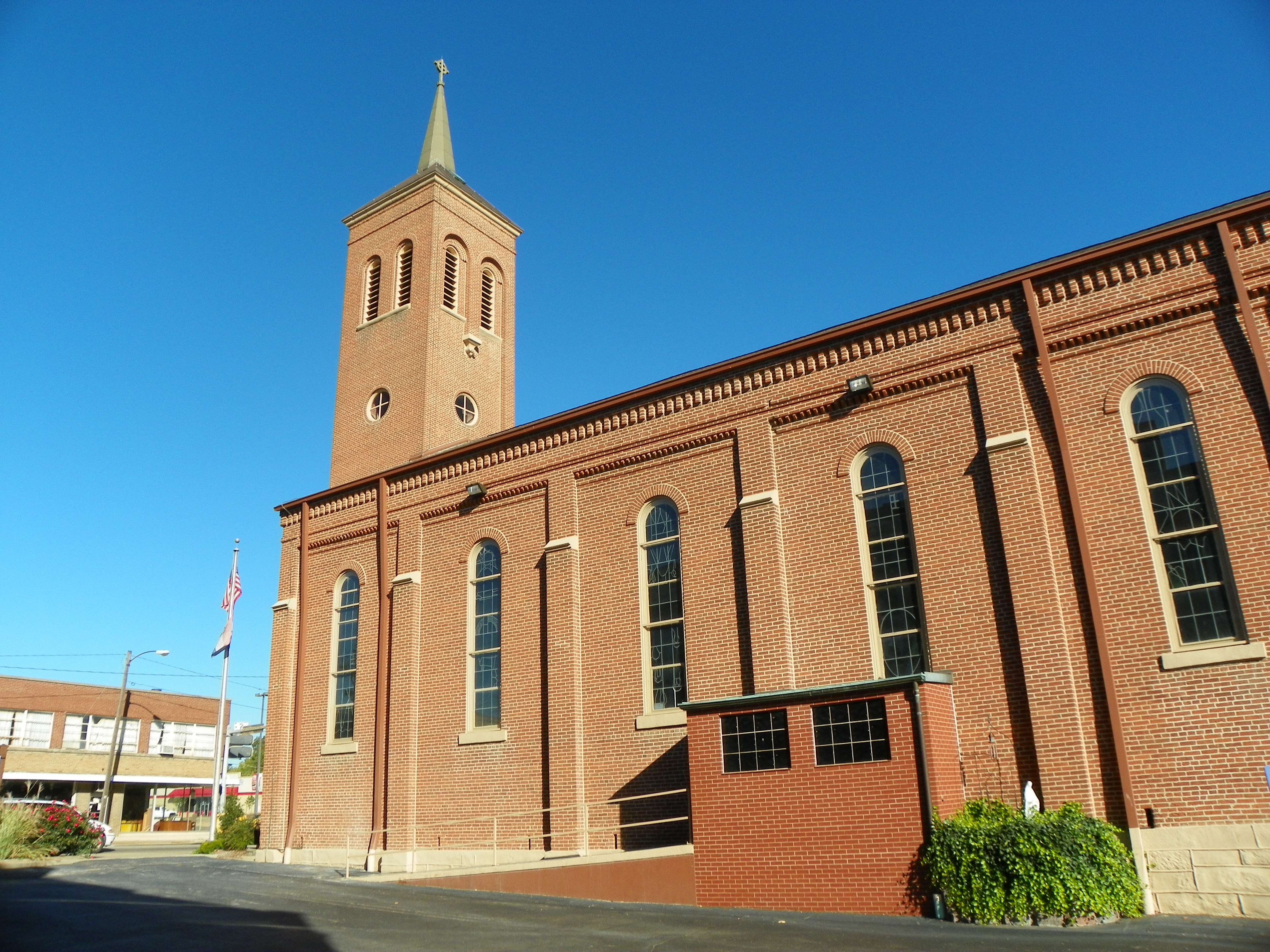
Concattedrale di Santa Maria dell'Annunciazione

La diocesi comprende 39 contee del Missouri, negli Stati Uniti d'America: Barry, Barton, Bollinger, Butler, Cape Girardeau, Carter, Cedar, Christian, Dade, Dallas, Dent, Douglas, Dunklin, Greene, Howell, Iron, Jasper, Laclede, Lawrence, Madison, McDonald, Mississippi, New Madrid, Newton, Oregon, Ozark, Pemiscot, Polk, Reynolds, Ripley, Scott, Shannon, Stoddard, Stone, Taney, Texas, Wayne, Webster e Wright.
Sede vescovile è la città di Springfield, dove si trova la cattedrale di Sant'Agnese (Saint Agnes). A Cape Girardeau si trova la concattedrale di Santa Maria dell'Annunciazione (Saint Mary of the Annunciation).
Il territorio si estende su 66.612 km² ed è suddiviso in 66 parrocchie.

## Storia
La diocesi è stata eretta il 2 luglio 1956 con la bolla Ex quo die di papa Pio XII, ricavandone il territorio dalla diocesi di Kansas City (oggi diocesi di Kansas City-Saint Joseph) e dall'arcidiocesi di Saint Louis.
Il 16 luglio 1958, con la lettera apostolica Sancti Pii Papae, lo stesso papa Pio XII ha proclamato San Pio X patrono principale della diocesi.

## Cronotassi dei vescovi
Si omettono i periodi di sede vacante non superiori ai 2 anni o non storicamente accertati.
- Charles Herman Helmsing † (24 agosto 1956 - 27 gennaio 1962 nominato vescovo di Kansas City-Saint Joseph)
- Ignatius Jerome Strecker † (11 aprile 1962 - 10 settembre 1969 nominato arcivescovo di Kansas City)
- William Wakefield Baum † (18 febbraio 1970 - 5 marzo 1973 nominato arcivescovo di Washington)
- Bernard Francis Law † (22 ottobre 1973 - 11 gennaio 1984 nominato arcivescovo di Boston)
- John Joseph Leibrecht (20 ottobre 1984 - 24 gennaio 2008 ritirato)
- James Vann Johnston (24 gennaio 2008 - 15 settembre 2015 nominato vescovo di Kansas City-Saint Joseph)
- Edward Matthew Rice, dal 26 aprile 2016

## Statistiche
La diocesi nel 2022 su una popolazione di 1.381.148 persone contava 65.632 battezzati, corrispondenti al 4,8% del totale.
| anno | popolazione | popolazione | popolazione | presbiteri | presbiteri | presbiteri | presbiteri                | diaconi | religiosi | religiosi | parrocchie |
| anno | battezzati  | totale      | %           | numero     | secolari   | regolari   | battezzati per presbitero | diaconi | uomini    | donne     | parrocchie |
| ---- | ----------- | ----------- | ----------- | ---------- | ---------- | ---------- | ------------------------- | ------- | --------- | --------- | ---------- |
| 1966 | 36.197      | 823.027     | 4,4         | 121        | 74         | 47         | 299                       |         | 75        | 312       | 92         |
| 1970 | 38.814      | 823.047     | 4,7         | 116        | 68         | 48         | 334                       |         | 59        | 268       | 59         |
| 1976 | 38.816      | 833.669     | 4,7         | 124        | 73         | 51         | 313                       |         | 284       | 238       | 90         |
| 1980 | 48.832      | 856.000     | 5,7         | 129        | 70         | 59         | 378                       | 1       | 145       | 225       | 89         |
| 1990 | 48.864      | 1.098.000   | 4,5         | 136        | 70         | 66         | 359                       | 4       | 136       | 175       | 86         |
| 1999 | 57.439      | 1.155.600   | 5,0         | 140        | 76         | 64         | 410                       | 7       | 77        | 125       | 64         |
| 2000 | 59.038      | 1.177.273   | 5,0         | 140        | 73         | 67         | 421                       | 8       | 179       | 110       | 65         |
| 2001 | 61.788      | 1.187.339   | 5,2         | 145        | 82         | 63         | 426                       | 10      | 171       | 109       | 65         |
| 2002 | 62.825      | 1.059.606   | 5,9         | 147        | 78         | 69         | 427                       | 10      | 176       | 104       | 65         |
| 2003 | 63.162      | 1.226.079   | 5,2         | 135        | 80         | 55         | 467                       | 8       | 137       | 98        | 65         |
| 2004 | 63.240      | 1.226.079   | 5,2         | 131        | 78         | 53         | 482                       | 8       | 118       | 93        | 65         |
| 2010 | 68.217      | 1.269.180   | 5,4         | 132        | 75         | 57         | 516                       | 16      | 116       | 77        | 66         |
| 2014 | 70.300      | 1.309.000   | 5,4         | 132        | 67         | 65         | 532                       | 22      | 109       | 66        | 66         |
| 2017 | 64.145      | 1.353.829   | 4,7         | 126        | 68         | 58         | 509                       | 21      | 106       | 60        | 66         |
| 2020 | 64.577      | 1.372.800   | 4,7         | 120        | 70         | 50         | 538                       | 26      | 92        | 56        | 66         |
| 2022 | 65.632      | 1.381.148   | 4,8         | 121        | 68         | 53         | 542                       | 24      | 96        | 79        | 66         |